# Абдол-султан
Абдол-султан (узб. Abdol sulton / Abdumalik sulton; первая половина XVI века—1580 год, Хисар-и Шадман, Бухарское ханство) — потомок тимурида Мирзо Улугбека, сын Абдулатиф-хана и внук Кучкунджи-хана, представитель правящей узбекской династии Шейбанидов, который при Искандер-хане являлся удельным правителем Зааминского вилайета Бухарского ханства. Настоящее имя Абдумалик-султан.
Писал стихи под псевдонимом «Хуш».
Был убит в 1580 году в Хисар-и Шадмане Узбек-султаном.